# Wahlkreis Trient (Camera dei deputati)
Der Wahlkreis Trient war von 1993 bis 2005 und ist seit 2017 wieder ein Wahlkreis (italienisch collegio elettorale) für die Wahl der italienischen Abgeordnetenkammer.

## Von 1993 bis 2005

### Wahlkreisgebiet
| Wahlkreise – Camera dei deputati – Trentino-Südtirol | Wahlkreise – Camera dei deputati – Trentino-Südtirol | Wahlkreise – Camera dei deputati – Trentino-Südtirol                                                 |
| Provinz                                              | Provinz                                              | Gemeinden nach Provinzen ⮞ Wahlkreis                                                                 |
| ---------------------------------------------------- | ---------------------------------------------------- | --- |
|                                                      | Südtirol (116 Gemeinden)                             | 2 ⮞ Wahlkreis Bozen 39 ⮞ Wahlkreis Brixen 36 ⮞ Wahlkreis Eppan 39 ⮞ Wahlkreis Meran                  |
|                                                      | Trentino (223 Gemeinden)                             | 10 ⮞ Wahlkreis Trient 32 ⮞ Wahlkreis Rovereto 105 ⮞ Wahlkreis Lavis 76 ⮞ Wahlkreis Pergine Valsugana |

Zum Wahlkreis gehörten 10 Gemeinden: Aldeno, Calavino, Cavedine, Cimone, Garniga, Lasino, Padergnone, Terlago, Trient und Vezzano.

### Wahlergebnisse

#### Parlamentswahl 1994

##### Direktstimmen
| Kandidaten               | Kandidaten                 | Parteien                              | Stimmen | %    |
| ------------------------ | -------------------------- | ------------------------------------- | ------- | ---- |
|                          | Elisabetta Bertottigewählt | Polo delle Libertà (FI – LN)          | 24.165  | 29,2 |
|                          | Giorgio Tonini             | Alleanza dei Progressisti             | 20.901  | 25,3 |
|                          | Lucia Fronza Crepaz        | Patto per l’Italia                    | 17.166  | 20,8 |
|                          | Fabio Ferrari              | Partito Autonomista Trentino Tirolese | 11.981  | 14,5 |
|                          | Claudio Taverna            | Alleanza Nazionale                    | 7.673   | 9,3  |
|                          | Valter Pizzulli            | Partito della Legge Naturale          | 780     | 0,9  |
| Gesamt                   | Gesamt                     | Gesamt                                | 82.666  | 100  |
|                          |                            |                                       |         |      |
| Ungültige Stimmen        | Ungültige Stimmen          | Ungültige Stimmen                     | 5.724   | 6,5  |
| Wähler                   | Wähler                     | Wähler                                | 88.390  | 92,0 |
| Wahlberechtigte          | Wahlberechtigte            | Wahlberechtigte                       | 96.126  |      |
|                          |                            |                                       |         |      |
| Quelle: Innenministerium |                            |                                       |         |      |

##### Listenstimmen
| Parteien                             | Parteien                                                              | Parteien                                                              | Stimmen | %    |
| ------------------------------------ | --------------------------------------------------------------------- | --------------------------------------------------------------------- | ------- | ---- |
|                                      | Polo delle Libertà                                                    | Forza Italia                                                          | 18.341  | 22,1 |
| Lega Nord                            | Polo delle Libertà                                                    | 8.190                                                                 | 9,9     |      |
| ↳ Gesamt                             | Polo delle Libertà                                                    | 26.531                                                                | 32,0    |      |
|                                      | Progressisti                                                          | Partito Democratico della Sinistra                                    | 9.770   | 11,8 |
| La Rete                              | Progressisti                                                          | 4.966                                                                 | 6,0     |      |
| Federazione dei Verdi                | Progressisti                                                          | 4.322                                                                 | 5,2     |      |
| Partito della Rifondazione Comunista | Progressisti                                                          | 3.448                                                                 | 4,2     |      |
| Partito Socialista Italiano          | Progressisti                                                          | 1.332                                                                 | 1,6     |      |
| ↳ Gesamt                             | Progressisti                                                          | 23.838                                                                | 28,8    |      |
|                                      | Patto per l’Italia                                                    | Partito Popolare Italiano                                             | 15.542  | 18,7 |
|                                      | Südtiroler Volkspartei                                                | Südtiroler Volkspartei                                                | 9.067   | 10,9 |
|                                      | Alleanza Nazionale                                                    | Alleanza Nazionale                                                    | 7.045   | 8,5  |
|                                      | Partito della Legge Naturale                                          | Partito della Legge Naturale                                          | 630     | 0,8  |
|                                      | Autonomia Democratica (PDS – FdV – PSI – PPI – PRI – PSDI – Sonstige) | Autonomia Democratica (PDS – FdV – PSI – PPI – PRI – PSDI – Sonstige) | 258     | 0,3  |
| Gesamt                               | Gesamt                                                                | Gesamt                                                                | 82.911  | 100  |
|                                      |                                                                       |                                                                       |         |      |
| Ungültige Stimmen                    | Ungültige Stimmen                                                     | Ungültige Stimmen                                                     | 5.202   | 5,9  |
| Wähler                               | Wähler                                                                | Wähler                                                                | 88.113  | 91,7 |
| Wahlberechtigte                      | Wahlberechtigte                                                       | Wahlberechtigte                                                       | 96.126  |      |
|                                      |                                                                       |                                                                       |         |      |
| Quelle: Innenministerium             |                                                                       |                                                                       |         |      |

#### Parlamentswahl 1996

##### Direktstimmen
| Kandidaten               | Kandidaten           | Parteien            | Stimmen | %    |
| ------------------------ | -------------------- | ------------------- | ------- | ---- |
|                          | Sandro Schmidgewählt | L’Ulivo             | 35.908  | 45,0 |
|                          | Sergio Chiesa        | Polo per le Libertà | 24.783  | 31,0 |
|                          | Angelica Maurina     | Lega Nord           | 11.120  | 13,9 |
|                          | Alberto Pattini      | PATT – L’Abete      | 8.047   | 10,1 |
| Gesamt                   | Gesamt               | Gesamt              | 79.858  | 100  |
|                          |                      |                     |         |      |
| Ungültige Stimmen        | Ungültige Stimmen    | Ungültige Stimmen   | 5.891   | 6,9  |
| Wähler                   | Wähler               | Wähler              | 85.749  | 88,6 |
| Wahlberechtigte          | Wahlberechtigte      | Wahlberechtigte     | 96.829  |      |
|                          |                      |                     |         |      |
| Quelle: Innenministerium |                      |                     |         |      |

##### Listenstimmen
| Parteien                                          | Parteien                             | Parteien                             | Stimmen | %    |
| ------------------------------------------------- | ------------------------------------ | ------------------------------------ | ------- | ---- |
|                                                   | L’Ulivo                              | Partito Democratico della Sinistra   | 11.456  | 14,4 |
| Rinnovamento Italiano                             | L’Ulivo                              | 8.794                                | 11,0    |      |
| Popolari per Prodi (PPI – SVP – PRI – UD – Prodi) | L’Ulivo                              | 7.443                                | 9,3     |      |
| Federazione dei Verdi                             | L’Ulivo                              | 4.984                                | 6,3     |      |
| ↳ Gesamt                                          | L’Ulivo                              | 32.677                               | 41,0    |      |
|                                                   | Polo per le Libertà                  | Forza Italia                         | 14.820  | 18,6 |
| Alleanza Nazionale                                | Polo per le Libertà                  | 9.065                                | 11,4    |      |
| CCD – CDU                                         | Polo per le Libertà                  | 5.327                                | 6,7     |      |
| ↳ Gesamt                                          | Polo per le Libertà                  | 29.212                               | 36,7    |      |
|                                                   | Lega Nord                            | Lega Nord                            | 11.555  | 14,5 |
|                                                   | Partito della Rifondazione Comunista | Partito della Rifondazione Comunista | 4.655   | 5,8  |
|                                                   | Union für Südtirol                   | Union für Südtirol                   | 1.084   | 1,4  |
|                                                   | Partito della Legge Naturale         | Partito della Legge Naturale         | 428     | 0,5  |
| Gesamt                                            | Gesamt                               | Gesamt                               | 79.611  | 100  |
|                                                   |                                      |                                      |         |      |
| Ungültige Stimmen                                 | Ungültige Stimmen                    | Ungültige Stimmen                    | 6.145   | 7,2  |
| Wähler                                            | Wähler                               | Wähler                               | 85.756  | 88,6 |
| Wahlberechtigte                                   | Wahlberechtigte                      | Wahlberechtigte                      | 96.829  |      |
|                                                   |                                      |                                      |         |      |
| Quelle: Innenministerium                          |                                      |                                      |         |      |

#### Parlamentswahl 2001

##### Direktstimmen
| Kandidaten               | Kandidaten              | Parteien                         | Stimmen | %    |
| ------------------------ | ----------------------- | -------------------------------- | ------- | ---- |
|                          | Giovanni Kesslergewählt | Südtiroler Volkspartei – L’Ulivo | 40.661  | 51,1 |
|                          | Giorgio Manuali         | Casa delle Libertà               | 30.562  | 38,4 |
|                          | Giovanna Giugni         | Italia dei Valori                | 4.760   | 6,0  |
|                          | Fabio Valcanover        | Lista Emma Bonino                | 3.549   | 4,5  |
| Gesamt                   | Gesamt                  | Gesamt                           | 79.532  | 100  |
|                          |                         |                                  |         |      |
| Ungültige Stimmen        | Ungültige Stimmen       | Ungültige Stimmen                | 4.949   | 5,9  |
| Wähler                   | Wähler                  | Wähler                           | 84.481  | 85,8 |
| Wahlberechtigte          | Wahlberechtigte         | Wahlberechtigte                  | 98.430  |      |
|                          |                         |                                  |         |      |
| Quelle: Innenministerium |                         |                                  |         |      |

##### Listenstimmen
| Parteien                       | Parteien                             | Parteien                               | Stimmen | %    |
| ------------------------------ | ------------------------------------ | -------------------------------------- | ------- | ---- |
|                                | Casa delle Libertà                   | Forza Italia                           | 18.399  | 23,1 |
| Alleanza Nazionale             | Casa delle Libertà                   | 7.606                                  | 9,6     |      |
| Lega Nord                      | Casa delle Libertà                   | 3.825                                  | 4,8     |      |
| CCD – CDU                      | Casa delle Libertà                   | 2.351                                  | 3,0     |      |
| ↳ Gesamt                       | Casa delle Libertà                   | 32.181                                 | 40,5    |      |
|                                | L’Ulivo                              | La Margherita (Dem – PPI – RI – Udeur) | 14.674  | 18,4 |
| Democratici di Sinistra        | L’Ulivo                              | 13.287                                 | 16,7    |      |
| Il Girasole (FdV – SDI)        | L’Ulivo                              | 2.300                                  | 2,9     |      |
| Partito dei Comunisti Italiani | L’Ulivo                              | 607                                    | 0,8     |      |
| ↳ Gesamt                       | L’Ulivo                              | 30.868                                 | 38,8    |      |
|                                | Italia dei Valori                    | Italia dei Valori                      | 4.602   | 5,8  |
|                                | Partito della Rifondazione Comunista | Partito della Rifondazione Comunista   | 3.896   | 4,9  |
|                                | Südtiroler Volkspartei               | Südtiroler Volkspartei                 | 3.104   | 3,9  |
|                                | Lista Emma Bonino                    | Lista Emma Bonino                      | 2.573   | 3,2  |
|                                | Democrazia Europea                   | Democrazia Europea                     | 2.246   | 2,8  |
|                                | Abolizione Scorporo                  | Abolizione Scorporo                    | 72      | 0,1  |
| Gesamt                         | Gesamt                               | Gesamt                                 | 79.542  | 100  |
|                                |                                      |                                        |         |      |
| Ungültige Stimmen              | Ungültige Stimmen                    | Ungültige Stimmen                      | 4.942   | 5,8  |
| Wähler                         | Wähler                               | Wähler                                 | 84.484  | 85,8 |
| Wahlberechtigte                | Wahlberechtigte                      | Wahlberechtigte                        | 98.430  |      |
|                                |                                      |                                        |         |      |
| Quelle: Innenministerium       |                                      |                                        |         |      |

## Von 2017 bis 2020

### Wahlkreisgebiet
| Wahlkreise – Camera dei deputati – Trentino-Südtirol | Wahlkreise – Camera dei deputati – Trentino-Südtirol | Wahlkreise – Camera dei deputati – Trentino-Südtirol                           |
| Provinz                                              | Provinz                                              | Gemeinden nach Provinzen ⮞ Wahlkreis                                           |
| ---------------------------------------------------- | ---------------------------------------------------- | ------------------------------------------------------------------------------ |
|                                                      | Südtirol (116 Gemeinden)                             | 18 ⮞ Wahlkreis Bozen 54 ⮞ Wahlkreis Brixen 44 ⮞ Wahlkreis Meran                |
|                                                      | Trentino (177 Gemeinden)                             | 69 ⮞ Wahlkreis Trient 50 ⮞ Wahlkreis Rovereto 58 ⮞ Wahlkreis Pergine Valsugana |

Zum Wahlkreis gehören 69 Gemeinden: Albiano, Aldeno, Altavalle, Amblar-Don, Andalo, Bresimo, Brez, Cagnò, Caldes, Campodenno, Castelfondo, Cavareno, Cavedago, Cavedine, Cavizzana, Cembra Lisignago, Cimone, Cis, Cles, Cloz, Commezzadura, Contà, Croviana, Dambel, Denno, Dimaro Folgarida, Faedo, Fai della Paganella, Fondo, Garniga Terme, Giovo, Lavis, Livo, Lona-Lases, Madruzzo, Malé, Malosco, Mezzana, Mezzocorona, Mezzolombardo, Molveno, Nave San Rocco, Ossana, Peio, Pellizzano, Predaia, Rabbi, Revò, Romallo, Romeno, Ronzone, Roveré della Luna, Ruffrè-Mendola, Rumo, San Michele all’Adige, Sanzeno, Sarnonico, Segonzano, Sfruz, Sover, Spormaggiore, Sporminore, Terzolas, Ton, Trient, Vallelaghi, Vermiglio, Ville d’Anaunia und Zambana.
Seit 2019:
- Nave San Rocco und Zambana: Gemeinde Terre d’Adige.

Seit 2020:
- Castelfondo, Fondo und Malosco: Borgo d’Anaunia (neue Gemeinde).
- Brez, Cagnò, Cloz, Revò und Romallo: Novella (neue Gemeinde).
- Faedo: San Michele all’Adige.

### Wahlergebnisse

#### Parlamentswahl 2018
| Kandidaten               | Kandidaten              | Stimmen | %    | Listen                   | Stimmen | %    |
| ------------------------ | ----------------------- | ------- | ---- | ------------------------ | ------- | ---- |
|                          | Giulia Zanotelligewählt | 50.559  | 37,4 | Lega                     | 33.576  | 24,8 |
| Forza Italia             | Giulia Zanotelligewählt | 50.559  | 37,4 | 11.434                   | 8,5     |      |
| Fratelli d’Italia        | Giulia Zanotelligewählt | 50.559  | 37,4 | 4.678                    | 3,5     |      |
| Noi con l’Italia – UDC   | Giulia Zanotelligewählt | 50.559  | 37,4 | 871                      | 0,6     |      |
|                          | Mariachiara Franzoia    | 45.907  | 33,9 | Partito Democratico      | 29.156  | 21,6 |
| SVP – PATT               | Mariachiara Franzoia    | 45.907  | 33,9 | 7.448                    | 5,5     |      |
| +Europa                  | Mariachiara Franzoia    | 45.907  | 33,9 | 5.357                    | 4,0     |      |
| Civica Popolare          | Mariachiara Franzoia    | 45.907  | 33,9 | 2.834                    | 2,1     |      |
| Italia Europa Insieme    | Mariachiara Franzoia    | 45.907  | 33,9 | 1.112                    | 0,8     |      |
|                          | Carmen Martini          | 29.991  | 22,2 | Movimento 5 Stelle       | 29.991  | 22,2 |
|                          | Renata Attolini         | 4.386   | 3,2  | Liberi e Uguali          | 4.386   | 3,2  |
|                          | Valeria Allocati        | 1.616   | 1,2  | Potere al Popolo!        | 1.616   | 1,2  |
|                          | Filippo Castaldini      | 1.287   | 1,0  | CasaPound Italia         | 1.287   | 1,0  |
|                          | Berardo Taddei          | 1.115   | 0,8  | Il Popolo della Famiglia | 1.115   | 0,8  |
|                          | Michela Chiogna         | 391     | 0,3  | Partito Valore Umano     | 391     | 0,3  |
| Gesamt                   | Gesamt                  | 135.252 | 100  |                          | 135.252 | 100  |
|                          |                         |         |      |                          |         |      |
| Ungültige Stimmen        | Ungültige Stimmen       | 4.741   | 3,4  |                          |         |      |
| Wähler                   | Wähler                  | 139.993 | 79,8 |                          |         |      |
| Wahlberechtigte          | Wahlberechtigte         | 175.504 |      |                          |         |      |
|                          |                         |         |      |                          |         |      |
| Quelle: Innenministerium |                         |         |      |                          |         |      |

#### Nachwahl 2019
Die Wahl fand am 26. Mai statt.
| Kandidaten                  | Kandidaten          | Parteien                                                               | Stimmen | %    |
| --------------------------- | ------------------- | ---------------------------------------------------------------------- | ------- | ---- |
|                             | Martina Lossgewählt | Mitte-rechts (Lega – Forza Italia – Fratelli d’Italia)                 | 46.224  | 46,1 |
|                             | Giulia Merlo        | Alleanza Democratica Autonomista (Futura – FdV – PD – UpT – LeU – PSI) | 41.290  | 41,1 |
|                             | Lorenzo Leoni       | Movimento 5 Stelle                                                     | 12.846  | 12,8 |
| Gesamt                      | Gesamt              | Gesamt                                                                 | 100.360 | 100  |
|                             |                     |                                                                        |         |      |
| Ungültige Stimmen           | Ungültige Stimmen   | Ungültige Stimmen                                                      | 11.836  | 10,5 |
| Wähler                      | Wähler              | Wähler                                                                 | 112.196 | 56,8 |
| Wahlberechtigte             | Wahlberechtigte     | Wahlberechtigte                                                        | 197.463 |      |
|                             |                     |                                                                        |         |      |
| Quelle: Camera dei deputati |                     |                                                                        |         |      |

## Seit 2020

### Wahlkreisgebiet
| Wahlkreise – Camera dei deputati – Trentino-Südtirol | Wahlkreise – Camera dei deputati – Trentino-Südtirol | Wahlkreise – Camera dei deputati – Trentino-Südtirol |
| Provinz                                              | Provinz                                              | Gemeinden nach Provinzen ⮞ Wahlkreis                 |
| ---------------------------------------------------- | ---------------------------------------------------- | ---------------------------------------------------- |
|                                                      | Südtirol (116 Gemeinden)                             | 41 ⮞ Wahlkreis Bozen 75 ⮞ Wahlkreis Brixen           |
|                                                      | Trentino (166 Gemeinden)                             | 81 ⮞ Wahlkreis Trient 85 ⮞ Wahlkreis Rovereto        |

Zum Wahlkreis gehören 81 Gemeinden: Albiano, Aldeno, Altavalle, Amblar-Don, Andalo, Borgo d’Anaunia, Bresimo, Caldes, Campitello di Fassa, Campodenno, Canal San Bovo, Canazei, Capriana, Castello-Molina di Fiemme, Cavalese, Cavareno, Cavedago, Cavedine, Cavizzana, Cembra Lisignago, Cimone, Cis, Cles, Commezzadura, Contà, Croviana, Dambel, Denno, Dimaro Folgarida, Fai della Paganella, Garniga Terme, Giovo, Imer, Lavis, Livo, Lona-Lases, Madruzzo, Malé, Mazzin, Mezzana, Mezzano, Mezzocorona, Mezzolombardo, Moena, Molveno, Novella, Ossana, Panchià, Peio, Pellizzano, Predaia, Predazzo, Primiero San Martino di Castrozza, Rabbi, Romeno, Ronzone, Roveré della Luna, Ruffrè-Mendola, Rumo, Sagron Mis, San Giovanni di Fassa, San Michele all’Adige, Sanzeno, Sarnonico, Segonzano, Sfruz, Soraga di Fassa, Sover, Spormaggiore, Sporminore, Terre d’Adige, Terzolas, Tesero, Ton, Trient, Valfloriana, Vallelaghi, Vermiglio, Ville d’Anaunia, Ville di Fiemme und Ziano di Fiemme.

### Wahlergebnisse

#### Parlamentswahl 2022
| Kandidaten                          | Kandidaten                | Stimmen | %    | Listen                                                  | Stimmen | %    |
| ----------------------------------- | ------------------------- | ------- | ---- | ------------------------------------------------------- | ------- | ---- |
|                                     | Andrea De Bertoldigewählt | 57.083  | 40,9 | Fratelli d’Italia                                       | 35.242  | 25,3 |
| Lega per Salvini Premier            | Andrea De Bertoldigewählt | 57.083  | 40,9 | 14.744                                                  | 10,6    |      |
| Forza Italia                        | Andrea De Bertoldigewählt | 57.083  | 40,9 | 6.331                                                   | 4,5     |      |
| Noi Moderati                        | Andrea De Bertoldigewählt | 57.083  | 40,9 | 766                                                     | 0,5     |      |
|                                     | Sara Ferrari              | 44.347  | 31,8 | Partito Democratico – Italia Democratica e Progressista | 32.772  | 23,5 |
| Alleanza Verdi e Sinistra           | Sara Ferrari              | 44.347  | 31,8 | 5.979                                                   | 4,3     |      |
| +Europa                             | Sara Ferrari              | 44.347  | 31,8 | 5.124                                                   | 3,7     |      |
| Impegno Civico – Centro Democratico | Sara Ferrari              | 44.347  | 31,8 | 472                                                     | 0,3     |      |
|                                     | Roberto Sani              | 12.477  | 8,9  | Azione – Italia Viva                                    | 12.477  | 8,9  |
|                                     | Lorenzo Ossanna           | 8.131   | 5,8  | Südtiroler Volkspartei                                  | 8.131   | 5,8  |
|                                     | Rudi Tranquillini         | 7.932   | 5,7  | Movimento 5 Stelle                                      | 7.932   | 5,7  |
|                                     | Martina Battan            | 3.005   | 2,2  | Italexit per l’Italia                                   | 3.005   | 2,2  |
|                                     | Eliana Pecorari           | 2.789   | 2,0  | Vita                                                    | 2.789   | 2,0  |
|                                     | Gianfranco Merlin         | 2.179   | 1,6  | Italia Sovrana e Popolare                               | 2.179   | 1,6  |
|                                     | Ivo Cesari                | 1.520   | 1,1  | Unione Popolare                                         | 1.520   | 1,1  |
| Gesamt                              | Gesamt                    | 139.463 | 100  |                                                         | 139.463 | 100  |
|                                     |                           |         |      |                                                         |         |      |
| Ungültige Stimmen                   | Ungültige Stimmen         | 6.423   | 4,4  |                                                         |         |      |
| Wähler                              | Wähler                    | 145.886 | 69,3 |                                                         |         |      |
| Wahlberechtigte                     | Wahlberechtigte           | 210.471 |      |                                                         |         |      |
|                                     |                           |         |      |                                                         |         |      |
| Quelle: Innenministerium            |                           |         |      |                                                         |         |      |